# قلة الكريات
قلة الكريات أو الفقر الخلوي أو ندرة الخلايا أو قلتها في الدم (بالإنجليزية: Cytopenia)‏ هوَ انخفاض في عدد خلايا الدم، ويظهر بعدة أشكال:
- انخفاض في عدد كريات الدم الحمراء مما يؤدي إلى حدوث فقر الدم.
- انخفاض في عدد خلايا الدم البيضاء ويُسمى قلة الكريات البيض أو قلة الخلايا المتعادلة.
- انخفاض في عدد الصفائح الدموية ويُسمى قلة الصفيحات.
- انخفاض في عدد الخلايا المحببة ويُسمى قلة المحببات.
- انخفاض في عدد كريات الدم الحمراء وخلايا الدم البيضاء والصفائح الدموية، وتُسمى هذه الحالة قلة الكريات الشاملة.